# César Cordero Moscoso
César Augusto Cordero Moscoso, né le 7 juin 1927 à Cuenca en Équateur et mort le  4 février 2023 dans la même ville, est un ancien prêtre catholique équatorien, fondateur de l'université catholique de Cuenca (es), de centres d'éducation et d'une radio locale.
En 2010, il est accusé de viols multiples sur plusieurs enfants, survenus 50 ans avant. Il est défroqué le 4 octobre 2018 mais échappe à toute condamnation.

## Biographie
César Augusto Cordero Moscoso est né le 7 juin 1927 dans la ville de Cuenca en Équateur.
Fils d'un avocat, il est devient orphelin très jeune. Il est élevé par une tante et un cousin prêtre.
Il est le petit-fils du poète et ancien président de la République Luis Cordero Crespo,.

### Prêtrise
César Cordero Moscoso est ordonné prêtre le 8 novembre 1953. Il est titulaire d'une licence en sciences humaines de l'université de Cuenca (es), d'un doctorat et d'une maîtrise en psychologie pédagogique spécialisée à Lima et à Paris.
En 1970, il fonde l'université catholique de Cuenca avec le soutien du gouvernement du président José María Velasco Ibarra. Il en est le recteur jusqu'en 2013,.
En 1992, il est fait archimandrite par l'Église Chrétienne Orthodoxe,,

### Accusations d'abus sexuels
En 2010, César Cordero Moscoso est officiellement accusé d'agressions sexuelles sur des enfants par Jorge Palacios, un homme de 55 ans qui affirme avoir été violé par Cordero entre l'âge de 5 et 14 ans. La plainte n'a alors eu aucune suite juridique et il l'a rend publique à nouveau en 2018.

#### Enquête du Vatican
Après cette plainte, plusieurs autres accusations arrivent. Le Vatican envoie alors Jorge Ortiz de Lazcano, un prêtre espagnol installé au Chili, pour enquêter sur l'affaire. Il est expérimenté dans ce type d'enquête, puisqu'il a participé à la tristement célèbre affaire Fernando Karadima.
Lors de l'enquête du Vatican, Cordero nie les accusations et déclare que les abus sont dus à « une certaine complicité [des victimes] puisque celui qui veut rester entier ne permet pas que la maltraitance ait lieu ». Victimes qu'il qualifie de « criminels » et « d'ennemis de l'Église », reprochant également au pape François de « s'être rabaissé » en leur présentant des excuses,.
Le rapport de l'envoyé du Vatican détaille les témoignages des victimes et de l'accusé lui-même et conclut que les plaintes sont crédibles. Il est alors décidé de suspendre Cordero de l'exercice de son ministère et l'affaire est transmise au Saint-Siège pour la suite du processus,,.
En avril 2018, le Conseil cantonal de Cuenca décide de décerner l'insigne de Santa Ana de los Cuatro Ríos à César Cordero Moscoso. Il s'agit d'une distinction décernée à ceux qui « ont fourni des services transcendantaux à la ville ou ont offert une collaboration importante à la municipalité ». Dans les jours suivants, María Palacios, fille d'une victime présumée, proteste et demande de reconsidérer cette décision en raison des accusations de pédérastie contre Cordero. Les médias se font fait l'écho de l'affaire et le Conseil cantonal de Cuenca est convoqué pour reconsidérer l'hommage à Cordero. La session n'aura jamais lieu car Cordero envoie une lettre renonçant à cette reconnaissance pour des raisons de santé.

#### Réactions
Le 28 mai 2018, le monument dédié à César Cordero, situé au siège de l'université catholique de Cuenca, est enlevé sur décision de l'institution, en raison des actes de vandalisme subis par la statue. De même, l'effigie de Manuel de Jesús Serrano Abad (es), premier archevêque de Cuenca, qui se trouvait à côté du monument au prêtre, est supprimée en raison d'une possible confusion des vandales entre les personnages.
Le 30 mai, l'université catholique de Cuenca, bien que fondée par Cordero, décide de lui retirer ses titres honorifiques.
Le 11 juin 2018, le Conseil cantonal de Cuenca décide à l'unanimité de retirer le prix Hermano Miguel à Cordero, distinction qui lui avait été décerné en 1981 pour sa contribution à l'éducation.
Le 28 juin, la Chambre provinciale d'Azuay fait de même, également à l'unanimité, en lui retirant la médaille Huayna Cápac, que Cordero avait reçue en 2004.

#### Renvoi de l'Église
Le 4 octobre 2018, l'Église catholique décide de renvoyer Cordero de l'état clérical « de manière permanente et perpétuelle », à la suite du procès canonique initié en avril pour les accusations de pédérastie à son encontre. C'est la peine maximale que l'Église peut appliquer dans ces cas, selon l'archidiocèse de Cuenca.

#### Suites

##### Justice
- Aucune suite pénale n'a pour l'instant[Quand ?] été donnée à cette affaire, car depuis 2013, il est officiellement hospitalisé à l'hôpital universitaire de Cuenca, se refusant à répondre aux sollicitations de la justice toujours pour raisons de santé[13].
- En 2019, Jorge Palacios, une des victimes, continue pourtant à demander justice. Son frère, également abusé, s'est suicidé alors qu'il avait 27 ans[18].

##### Société
- Le 6 juin 2019 a lieu la première de la pièce de théâtre Documento sur les enfants ayant subi des abus sexuels de la part de Cordero. La pièce est écrite et mise en scène par des enseignants et étudiants de l'Université de Cuenca[19].
- Le 12 juin 2019, juste un an après le décès de Marcelo Alvarado[20], une des victimes de Cordero, une plaque en hommage aux victimes d'abus sexuels en Équateur est inaugurée dans le hall de l'Assemblée nationale. Seuls deux parlementaires, sur cent-trente-sept y assistent[21].